# Indigo: Women of Song
Indigo: Women of Song è un album discografico della cantante australiana Olivia Newton-John, pubblicato nel 2004. Si tratta di un disco di cover.

## Tracce
1. How Insensitive
2. Love Me or Leave Me
3. Cry Me a River
4. Anyone Who Had a Heart
5. Where Have All the Flowers Gone
6. How Glad I Am
7. Lovin' You
8. Rainy Days and Mondays
9. Send in the Clowns
10. Summertime
11. Alfie